# Indicopleustes fuscomaculatus
Indicopleustes fuscomaculatus är en insektsart som beskrevs av Kato 1928. Indicopleustes fuscomaculatus ingår i släktet Indicopleustes och familjen hornstritar. Inga underarter finns listade i Catalogue of Life.